# 列夫·谢多夫旅
列夫·谢多夫旅（英語：Leon Sedov Brigade；阿拉伯语：‎）是一个已不存在的托洛茨基主义武装组织。2012年6月，该组织由10—12名在利比亚内战中与穆阿迈尔·卡扎菲的政府军作战的阿根廷人在利比亚建立，得名于列夫·谢多夫（列夫·托洛茨基的长子）。卡扎菲政权垮台后，该组织转而加入到叙利亚内战中，与叙利亚反对派一起对抗巴沙尔·阿萨德的政府军。该组织的成员在阿勒颇的工厂参加工作，用他们的工资购买武器和弹药，与当地建立联系并筹集资金，并在当地招募战斗人员。该组织没有得到任何外国援助。该组织的领导人是阿布·穆阿德和阿布·巴拉（已阵亡）。该组织约有200名成员。该组织曾在2015年5月—6月短暂参加逊尼派伊斯兰主义武装团体沙姆阵线。该组织是“国际列宁托洛茨基主义派”的成员。2016年12月，该组织解散。